# Подагра
Пода́гра (англ. gout, лат. podagra, походить від грец. ποῦς — «стопа» і грец. ἄγρα — «віроломство», «зрада»; також лат. Arthritis urica) — хвороба, яка частіше за все характеризується постійними нападами гострого артриту з появою почервоніння, болю, набряку суглоба. Класичним проявом вважається ураження великого пальця ноги, плюсневі міжфалангові суглоби в основі великого пальця — найбільш поширене місце ураження (приблизно 50 % випадків). Проте подагра може перебігати у вигляді тофусів, каменів у нирках або уратної нефропатії. Подагра виникає внаслідок підвищеного рівня сечової кислоти в крові. Сечова кислота кристалізується, а кристали накопичуються у суглобах, сухожиллях та навколишніх тканинах.
Лікування здійснюється за допомогою нестероїдних протизапальних препаратів (НПЗП), стероїдів або колхіцину покращує стан хворого. Коли гострий напад згасає, рівень сечової кислоти знижують за допомогою зміни стилю повсякденного життя, а у людей з частими нападами використуваються аллопурінол або пробенецид, що забезпечує довготривалу профілактичну дію.
З початком XXI століття кількість випадків подагри збільшилась, охопивши близько 1–2 % населення Заходу у певний момент життя. Вважається, що таке підвищення пов'язане зі збільшенням факторів ризику серед населення, наприклад, метаболічного синдрому, більшої середньої тривалості життя та зміни харчування. Історично подагра була відома як «хвороба королів» або «багатіїв».

## Історичні факти

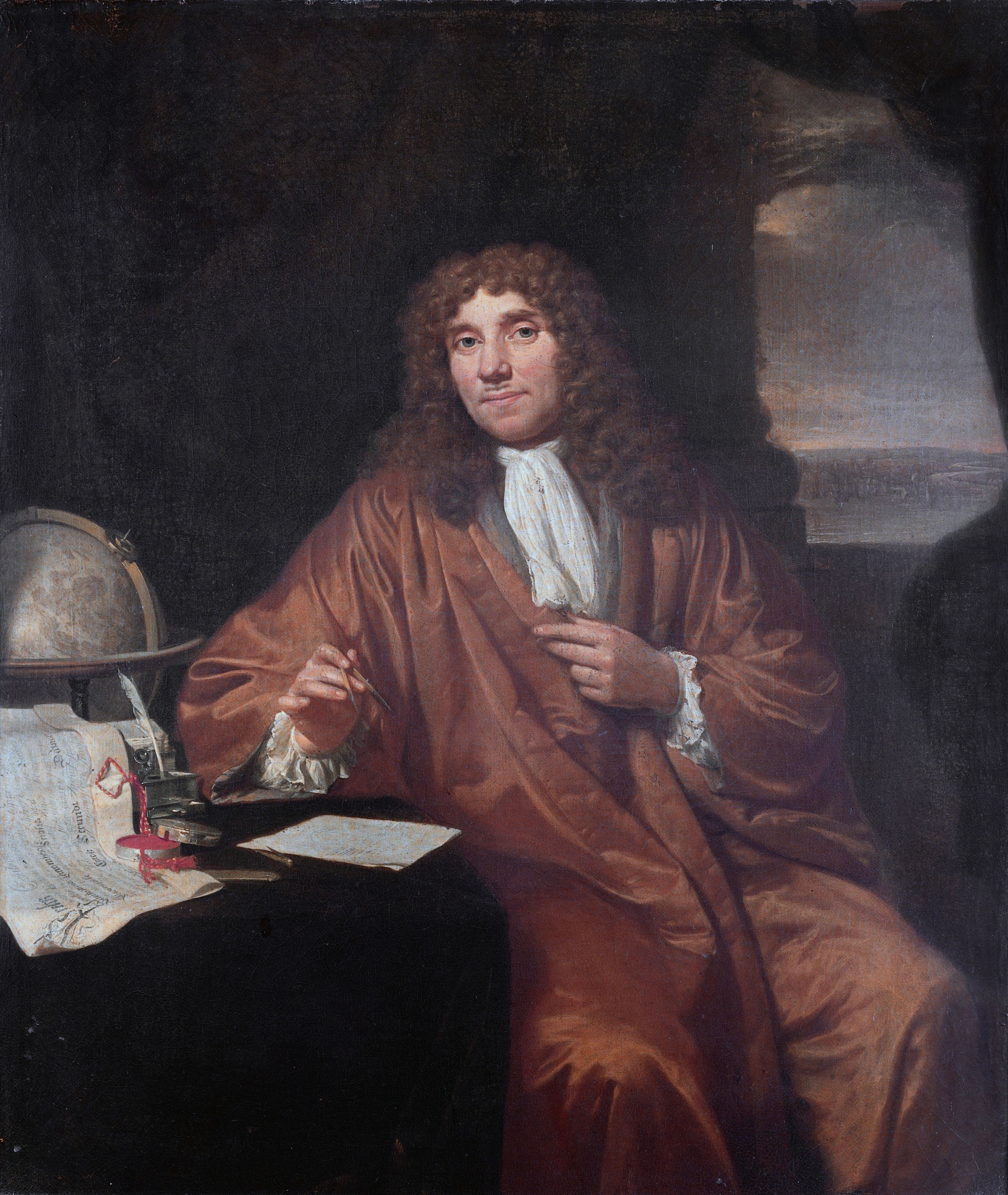
У 1679 р. Антоні ван Левенгук зробив опис кристалів сечової кислоти за допомогою оптичного мікроскопа

Приблизно у 1200 році н. е. Рендольф із графства Бокінг був першим, хто почав використовувати слово англ. gout («подагра»). У англійській мові воно походить від лат. gutta, яке означає «крапля» (рідини). Згідно з Оксфордським словником цей термін походить з доктрини про основні соки людського тіла та означає поняття «крапання» патологічних речовин із крові на суглоби та навколо них".
Про існування подагри було відомо ще з давніх часів. Історично склалося, що це захворювання вважали «королем хвороб та хворобою королів». або «хворобою багатіїв». Першим документальним підтвердженням хвороби є опис артриту великого пальця ноги, знайдений у 2600 році до н. е. в Єгипті. Приблизно у 400 році до н. е. грецький лікар Гіппократ прокоментував подагру у своїх «Афоризмах», відзначивши її відсутність у євнухів і жінок у пременопаузі. Авл Корнелій Цельс (30 рік н. е.) описав зв'язок хвороби з алкоголем, її пізній початок у жінок та пов'язані проблеми з нирками:
 Знову-таки, густа сеча, осад з якої є білим, вказує на те, що біль і хвороби можуть стосуватися суглобів і внутрішніх органів… Проблеми із суглобами рук і ніг є дуже частими й стійкими, такими, які бувають у випадках подагри і чеірагри. Вони рідко трапляються в євнухів і хлопчиків, які не мали статевих зв'язків з жінками, або у жінок, за винятком тих, у кого місячні припинились… деякі з них убезпечили себе від захворювання довіку, утримуючись від вина, медовухи і статевих зв'язків.
1683 року англійський лікар Томас Сіденгам описав появу хвороби рано вранці та причини частого ураження чоловіків старшого віку:
 Хворі на подагру є, частіше за все, людьми похилого віку або тими, які настільки занедбали себе у молодому віці, що призвели себе до передчасної старості — серед таких згубних звичок ніщо не зустрічаються частіше, ніж передчасне і надмірне потурання хіті й подібним виснажливим пристрастям. Жертва хвороби йде в ліжко і засинає у доброму стані. Близько двох годин ночі вона прокидається від сильного болю у великому пальці ноги, рідше в області п'яти, щиколотки або підйому. Біль подібний до болі від зміщення суглоба, але при цьому людина відчуває, ніби уражені частини обливали холодною водою. Слідом йде озноб і тремтіння, й невелика гарячка… Ніч минає в тортурах, безсонні, повертанні уражених частин, а також безперервних змінах положення тіла; метання тіла безперервні, як і біль від ураженого суглоба, і стан погіршується, коли починається напад.
У 1679 році голландський науковець Антоні ван Левенгук був першим, хто описав характеристики кристалів сечової кислоти за допомогою оптичного мікроскопа. У 1848 році англійський лікар Альфред Берінг Гаррод (Garrod) довів, що надлишок сечової кислоти в крові є причиною подагри.

## Причини
Гіперурикемія — головна причина подагри. Вона може формуватися через різні причини, зокрема режим харчування, генетичну схильність або недостатнє виведення уратів (солей сечової кислоти). Недостатнє виведення сечової кислоти нирками — головна причина гіперурикемії приблизно у 90 % випадків, тоді як надмірне вироблення є причиною лише у 10 % випадків. Приблизно у 10 % людей з гіперурикемією виникає подагра у певний момент життя. Проте ризик залежить від ступеня гіперурикемії. Якщо рівень становить від 415 до 530 кмоль/л (7 та 8,9 мг/дл), ризик становить 0,5 % на рік; якщо рівень більше 535 кмоль/л (9 мг/дл), ризик становить 4,5 % на рік.

### Стиль життя
Причини, пов'язані з харчуванням, становлять приблизно 12 % випадків подагри, вони дуже тісно пов'язані з вживанням алкоголю, солодких напоїв на основі фруктози, м'яса та морських продуктів.
Дослідження, в якому пацієнтам давали 1 г фруктози на кг маси тіла, виявило, що рівень сечової кислоти в сироватці крові підвищився на 1-2 мг/дл через дві години . Цей ефект може бути пов'язаний зі збільшенням виробництва сечової кислоти та зниженням ниркової екскреції уратів . Фруктоза підвищує рівень сечової кислоти в крові шляхом збільшення синтезу пуринів та зменшення ниркової екскреції сечової кислоти . При метаболізмі фруктози в печінці утворюється сечова кислота як кінцевий продукт  . Швидке засвоєння фруктози, особливо з напоїв, призводить до більш різкого підвищення рівня сечової кислоти порівняно з іншими видами цукру .
До інших чинників належать фізичні травми та хірургічне втручання. Нещодавні дослідження довели, що дієтичні фактори, які раніше вважали пов'язаними із захворюванням, насправді не мають стосунку до неї, наприклад, вживання овочів, багатих на пурин (таких як боби, горох, сочевиця та шпинат), та чистих протеїнів. Як виявилося, вживання вітаміну C та молочних продуктів (молоко, сир, яйця), а також гарна фізична форма допомагають зменшити ризик. Вважається, що це частково пов'язане зі зменшенням при цьому інсулінорезистентості.

### Генетичні фактори
Подагра частково зумовлена генетично, що становить приблизно 60 % мінливості рівня сечової кислоти. Три гени під назвою «SLC2A9», «SLC22A12» та «ABCG2» пов'язані з подагрою, а їхні зміни можуть збільшити ризик приблизно вдвічі. Втрата через мутацію функцій у «SLC2A9» та «SLC22A12» спричинює спадкову гіперурикемію, зменшуючи поглинання та вільне виділення уратів. Деякі рідкісні генетичні порушення, включаючи спадкову сечокислу нефропатію підлітків, медулярну кістозну нефропатію, надактивність фосфорібозілпірофосфату сінтетази та дефіцит гіпоксантінгуанін-фосфорібозілтрансферази, які спостерігаються у випадках синдрому Леша—Ніхана, ускладнюються захворюванням на подагру.
Генетичний варіант ниркового транспортера урату/глюкози/фруктози (SLC2A9) сприяє гіперурикемічній реакції на споживання сахарози у осіб з подагрою .

### Патологічні стани
Подагра дуже часто розвивається разом з іншими патологічними станами та хворобами. Метаболічний синдром, поєднання абдомінального ожиріння, артеріальної гіпертензії, інсулінорезистентності та надмірного вмісту ліпідів є приблизно у 75 % випадків. Серед інших станів і хвороб, які зазвичай ускладнюються подагрою, є: поліцитемія, отруєння свинцем, ниркова недостатність, гемолітична анемія, псоріаз і трансплантація органів. Індекс маси тіла, який перевищує або дорівнює 35, збільшує ризик виникнення подагри у чоловіків утричі. Серед факторів ризику подагри є хронічний вплив свинцю або алкогольних напоїв, забруднених свинцем, через шкідливий вплив свинцю на роботу нирок. Синдром Леша—Ніхана дуже часто пов'язаний з подагричним артритом.

### Медикаменти, яку можуть провокувати напади подагри
Діуретики пов'язані з нападами подагри. Проте незначні дози гідрохлоротіазиду не збільшують ризик. Серед інших ліків, приймання яких пов'язують із подагрою, є ніацин та ацетилсаліцилова кислота. Імунодепресанти циклоспорин і такролімус також здатні спричинити подагру, останній зокрема у поєднанні з гідрохлоротіазидом.

### Вік і стать
Подагра трапляється частіше у чоловіків, насамперед тому, що жінки мають нижчий рівень сечової кислоти. Після настання менопаузи рівні сечової кислоти у жінок наближаються до рівнів чоловіків, у яких подагра частіше розвивається у віці від 30 до 50 років.

## Патогенез

сечова кислота

Подагра — це порушення метаболізму пуринів, яке відбувається тоді, коли її кінцевий метаболіт, сечова кислота, кристалізується у вигляді мононатрія урата, який відкладається у суглобах, на зв'язках та в навколишніх тканинах. Такі кристали розпочинають локальну імуно-обумовлену запальну реакцію, в якій одним з головних цитокінів запального каскаду є інтерлейкін 1B. Втрата урікази, яка руйнує сечову кислоту, в процесі розвитку людей та вищих приматів робить цей стан типовим.
Причини відкладення сечової кислоти незрозумілі до кінця. Вона може кристалізуватися при нормальному рівні, проте ймовірність кристалізації збільшується з підвищенням рівня. До інших факторів, які можуть спричиняти як прояв гострий артрит, належать низькі температури, різкі зміни рівню сечової кислоти, ацидоз, гідратація суглобів та протеїни позаклітинної матриці, як-от протеоглікани, колагени та хондроїтинсульфат. Підвищене відкладення при низьких температурах частково пояснює, чому суглоби ніг є більш ураженими. Різкі зміни у сечовій кислоті можуть розвинуттся через декілька факторів, зокрема травми, хірургічні втручання, хіміотерапію, вживання діуретиків, припинення або початок вживання аллопурінолу. Антагоністи кальцію та лозартан допомагають зменшити ризик подагри порівняно з іншими препаратами від артеріальної гіпертензії.

## Клінічні прояви

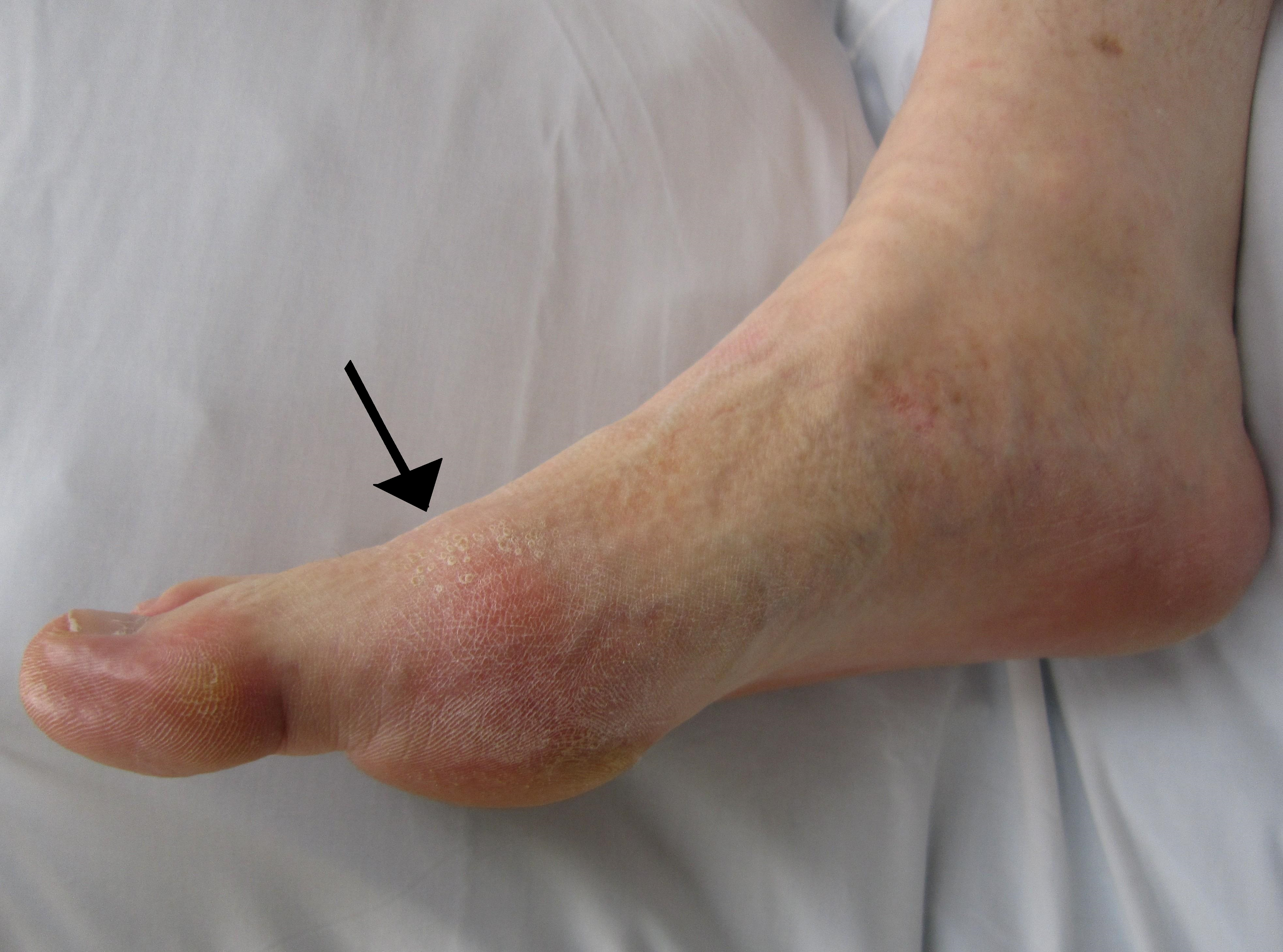
Подагра уражає плюснефалангові суглоби великого пальця ноги: є незначне почервоніння шкіри, яка покриває суглоб

Подагра може проявлятися по-різному, проте найбільш поширеним є повторні напади гострого артриту (почервоніння, біль, набряк суглоба). Частіше за все ураження поширюється на плюсневий міжфаланговий суглоб в основі великого пальця ноги, що становить половину випадків. Інші суглоби, наприклад, п'ятки, коліна, зап'ястя та пальці рук також можуть бути уражені. Біль у суглобах зазвичай починається вночі. Причина початку болю вночі пов'язана зі зниженням температури тіла. Серед інших проявів, які рідко супроводжують біль у суглобах, — втома і гарячка.
Довготривале підвищення рівня сечової кислоти (гіперурикемія) може призвести до інших проявів, зокрема до твердих болісних відкладень кристалів сечової кислоти, відомих як тофуси. Надмірні тофуси можуть призвести до хронічного артриту через ерозію кісток. Підвищені рівні сечової кислоти можуть призвести до відкладення кристалів у нирках, що зумовлює утворення каменів та подальшої уратної нефропатії з розвитком хронічної ниркової недостатності.

## Діагностика

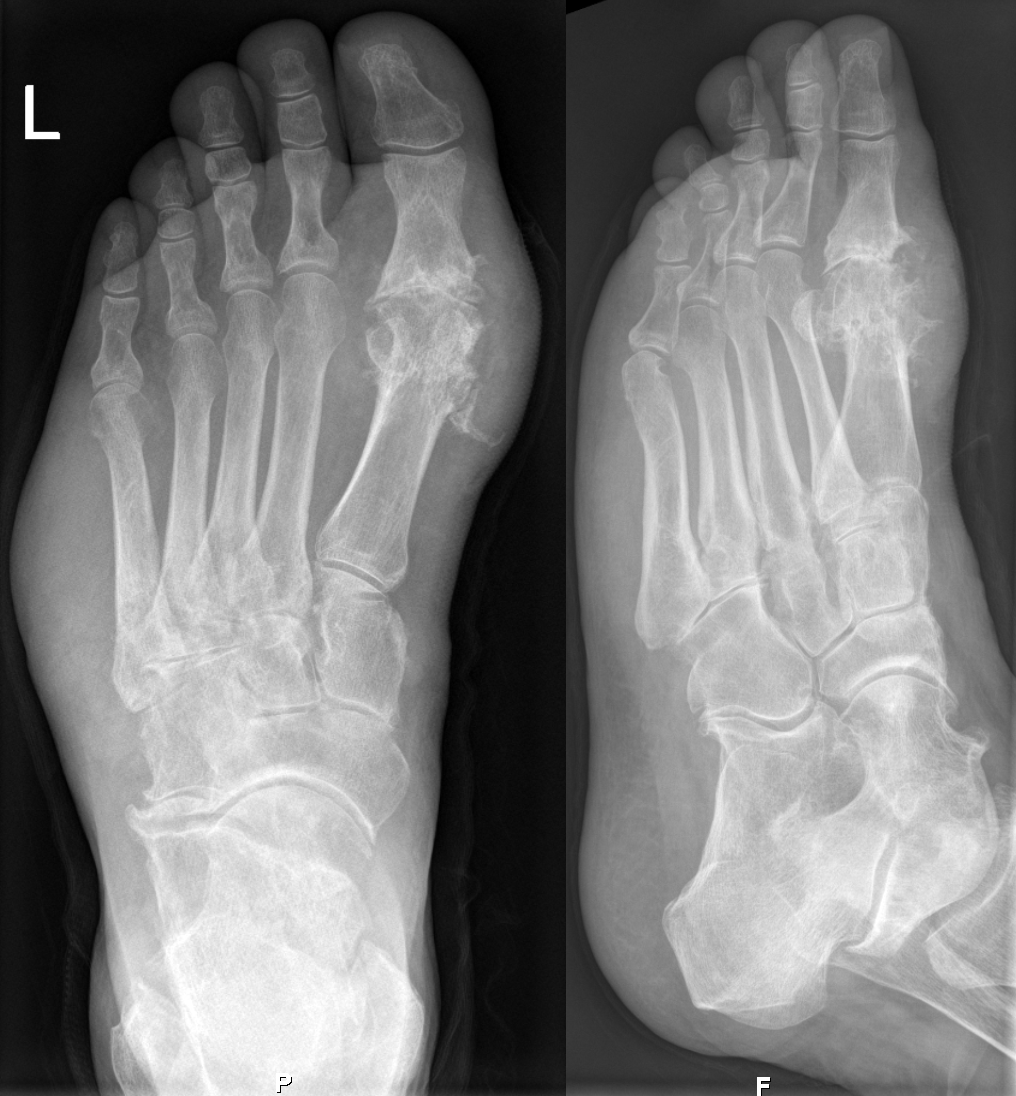
Подагрічні зміни на рентгенівському знімку лівої ноги: Типове розташування на суглобі великого пальцю. Помітно набряк м'якої тканини збоку ноги

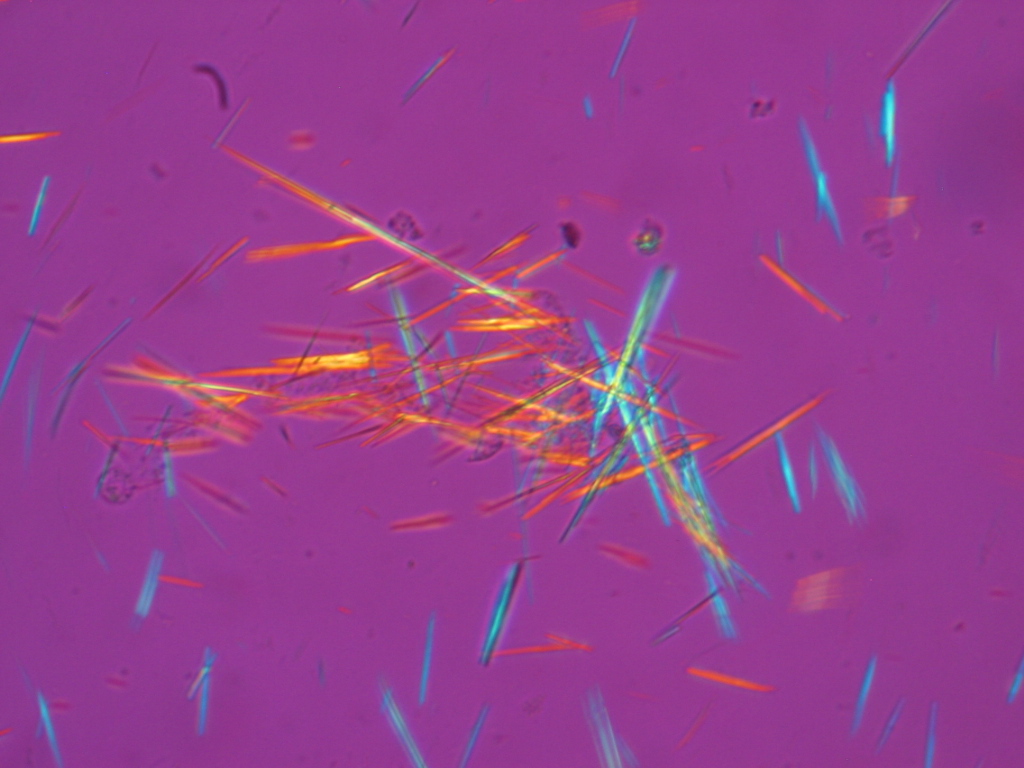
зубчасті кристали сечової кислоти зі зразка синовіальної рідини на знімку під оптичним мікроскопом, зробленому в умовах поляризованого світла.

Подагру можна діагностувати та лікувати без подальшого проведення аналізів у деяких людей з гіперурікемією при  класичному клінічному перебігу. Слід провести аналіз синовіальної рідини, якщо є сумніви щодо діагнозу. Незважаючи на те, що рентгенографія може допомогти ідентифікувати хронічну подагру, вона майже не допомагає у діагностиці гострих нападів.

### Синовіальна рідина
Остаточний діагноз подагри засновано на виявленні кристалів мононатрія урати у синовіальній рідині або тофусі. Всі зразки синовіальної рідини, отримані з уражених суглобів, слід проаналізувати на предмет таких кристалів. Під час вивчення під оптичним мікроскопом у поляризованому світлі вони мають голкоподібну форму та негативне подвійне заломлення. Цей тест дуже важкий, дуже часто для цього потрібен кваліфікований лаборант. Рідину слід аналізувати досить швидко після аспірації, оскільки температура та pH впливають на її розчинність.

### Аналізи крові
Гіперурикемія — класична властивість подагри, проте вона є приблизно у половині випадків без гіперурикемії, а у більшості людей з підвищеними рівнями сечової кислоти ніколи не буває подагри. Тому діагностична користь встановлення рівня сечової кислоти обмежена. Гіперурикемію визначають як рівень уратів у плазмі, який перевищує 420 мкмоль/л (7,0 мг/дл) у чоловіків та 360 мкмоль/л (6,0 мг/дл) у жінок. Серед інших аналізів крові, які зазвичай проводять: рівень лейкоцитів в крові, електроліти, показники ниркових функцій та швидкість осідання еритроцитів (ШОЕ). Рівень лейкоцитів у крові та ШОЕ можуть бути підвищеними через подагру.

### Диференціальний діагноз
Найбільш важливо диференціювати подагру від септичного артриту. Його слід розглядати в осіб з гарячкою та у тих, кому не допомагає протиподагричне лікування. Для підтвердження септичного артриту слід провести фарбування за Грамом можливих мікроорганізмів у синовіальній рідині та бактеріологічний посів. До інших хвороб, з якими диференціюють подагру, належать псевдоподагра та ревматоїдний артрит. Подагричні вузли, особливо якщо вони знаходяться у суглобі, можна помилково прийняти за базально-клітинний рак або інші пухлини.

## Лікування
Головна мета лікування — послабити прояви гострих нападів. Для вгамування болю прикладають лід на 20-30 хвилин декілька разів на день. Призначають нестероїдні протизапальні препарати (НПЗП), колхіцин та стероїди. Повторних нападів можна уникнути за допомогою різних ліків, які застосовуються для зменшення рівня сечової кислоти у сироватці крові. Використовують аллопурінол, фебуксостат та пробенецид. Важливим є лікування супутніх захворювань.

### Нестероїдні протизапальні препарати
НПЗП — звичайний первинний засіб лікування подагри, жоден з цих препаратів не є більш або менш ефективним, ніж інші. Покращення можна спостерігати протягом чотирьох годин, а лікування рекомендують проводити протягом одного-двох тижнів. Проте їх не рекомендують людям з іншими проблемами здоров'я, наприклад, під час шлунково-кишкової кровотечі, при нирковій або серцевій недостатності. Тоді як індометацин історично був найбільш поширеним серед застосовуваних НПЗП, іншим лікам, наприклад, ібупрофену, може надаватися перевага через кращий профіль побічних ефектів за відсутності кращої ефективності. Людям, у яких існує ризик шлункових побічних ефектів від НПЗП, можна призначати препарат із групи інгібіторів протонної помпи.

### Колхіцин
Колхіцин — альтернатива для тих людей, які не переносять НПЗП. Його побічні ефекти (зазвичай шлунково-кишковий розлад) обмежують його застосування. Шлунково-кишковий розлад, проте, залежить від дозування, а ризик можна зменшити за допомогою менших, але ефективних доз.

### Стероїди
Глюкокортикоїди виявилися такими ж ефективними, як НПЗП, та можуть застосовуватися, якщо існують протипоказання для вживання НПЗП. Вони також забезпечують покращення при застосуванні ін'єкційно у суглоб; проте слід виключити септичний артрит, оскільки стероїди погіршують цю хворобу.

### Пеглотіказа
Пеглотіказа була ухвалена у США для лікування подагри у 2010 р. Це варіант лікування для 3 % людей, які не переносять інші препарати. Пеглотіказу вводять внутрішньовенно кожні два тижні; було встановлено, що вона зменшує рівень сечової кислоти у цієї популяції хворих.

### Запобігання нападам подагри
Для профілактики подальших випадків подагри існує декілька препаратів, включаючи інгібітор ксантинооксидази (в тому числі аллопурінол і фебуксостат) та ліки, які сприяють виведенню сечової кислоти (в тому числі пробенецид і сульфінпіразон). Зазвичай їх починають вводити через тиждень-два після усунення гострого нападу, оскільки існує теоретична імовірність продовження нападу, дуже часто у поєднанні з НПЗП або колхіцином протягом перших трьох-шести місяців. Їх не рекомендують, доки людина не перенесе два напади подагри, за винятком наявності руйнівних змін у суглобі, формування тофусів або уратної нефропатії, оскільки економічна доцільність застосування препаратів не була доведена досі. Слід підвищити дозування препаратів, які зменшують рівень уратів, доки рівень сечової кислоти у сироватці крові не впаде нижче 300—360 кмоль/л (5,0-6,0 мг/дл), та продовжувати терапію протягом необмеженого терміну. Якщо ці препарати вживають постійно на момент нападу, рекомендується припинити їхнє вживання. Якщо неможливо зменшити рівень нижче 6,0 мг/дл, а напади повторюються, це вважається неефективною терапією або стійкою подагрою. Загалом пробенецид виявився менш ефективним, ніж аллопурінол.
Зазвичай перевагу надають лікам, які сприяють виведенню сечової кислоти, у разі недостатнього виділення сечової кислоти, на що вказує кількість сечової кислоти в аналізі сечі менше 800 мг за 24 години. Проте їх не рекомендують вживати, якщо людина мала камені у нирках. Виявлення в сечі протягом 24 годин більше 800 мг вказує на надмірне вироблення сечової кислоти, перевагу надають інгібіторам ксантиноксидази.
Інгібітори ксантиноксидази як от аллопурінол та фебуксостат блокують вироблення сечової кислоти; довготривала терапія ними є безпечною та добре переноситься, її можна застосовувати для лікування людей з погіршеннями функції нирок або уратними каменями, хоча аллопурінол спричинює артеріальну гіпертензію у невеликої кількості людей. У таких випадках рекомендований альтернативний препарат — фебуксостат.

## Прогноз
Без лікування гострий напад подагри зазвичай триває від п'яти до семи днів. Однак у 60 % людей напад повторюється протягом року. Люди, хворі на подагру, мають ризик захворіти на артеріальну гіпертензію, цукровий діабет, метаболічний синдром, ниркову недостатність та серцево-судинне захворювання, таким чином, для них існує підвищений ризик смерті. Частково причиною цього може бути зв'язок з інсулінорезистентністю та ожирінням, але у деяких випадках підвищення ризику вочевидь не залежить від таких захворювань.
Без лікування випадки гострого нападу подагри можуть спричинити розвиток хронічної подагри з руйнуванням суглобових поверхонь, деформацією суглобів та виникненням безболісних тофусів. Такі тофуси з'являються у 30 % людей, які не лікували подагру протягом п'яти років; найчастіше вони з'являються у спіралях вуха, на ліктьових відростках або ахіллесових сухожиллях. Після інтенсивного курсу лікування вони можуть зникнути. Камені у нирках також часто спричиняють ускладнення подагри, уражаючи 10-40 % людей, та з'являються через низький рівень pH у сечі, що може призвести до осадження сечової кислоти. Можуть з'явитися інші форми хронічної ниркової недостатності.

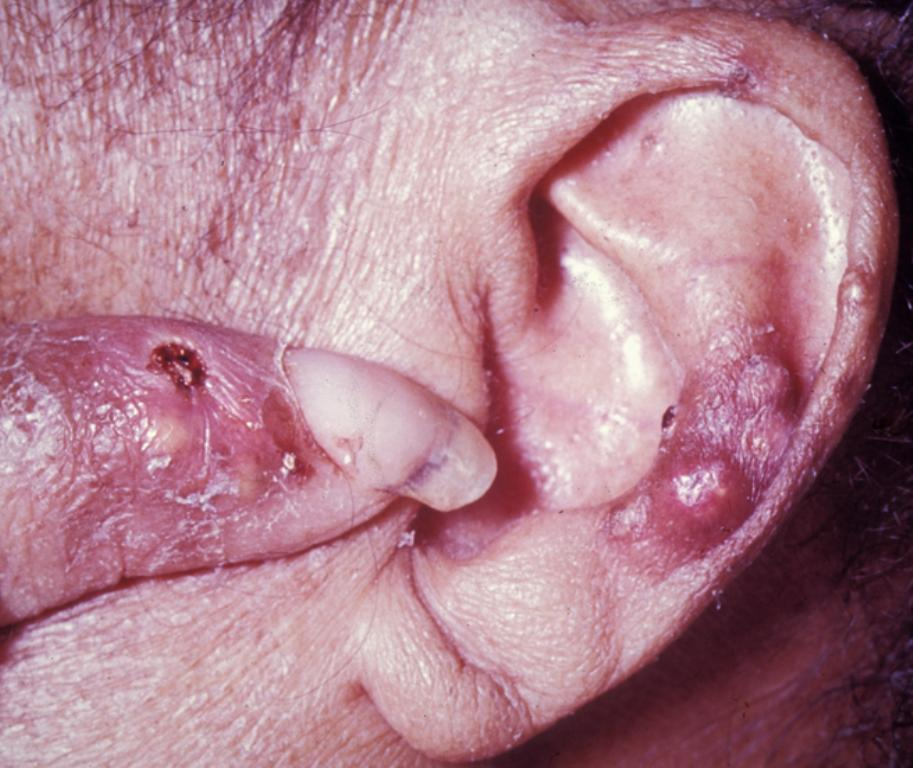
Сухожилки пальця і спіраль вуха, на яких є подагричні тофуси
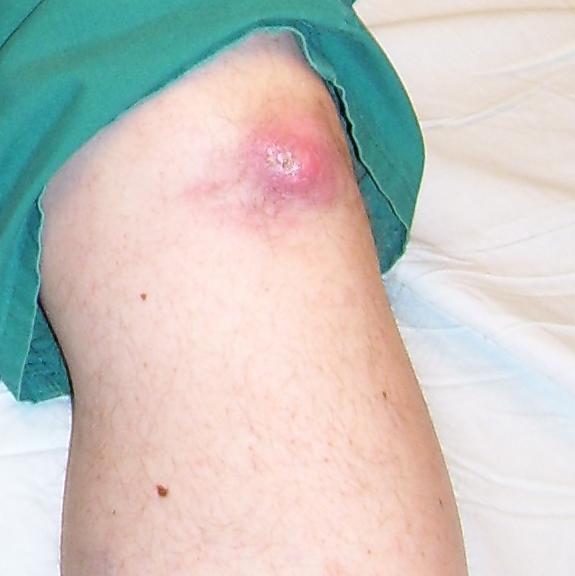
Тофус коліна
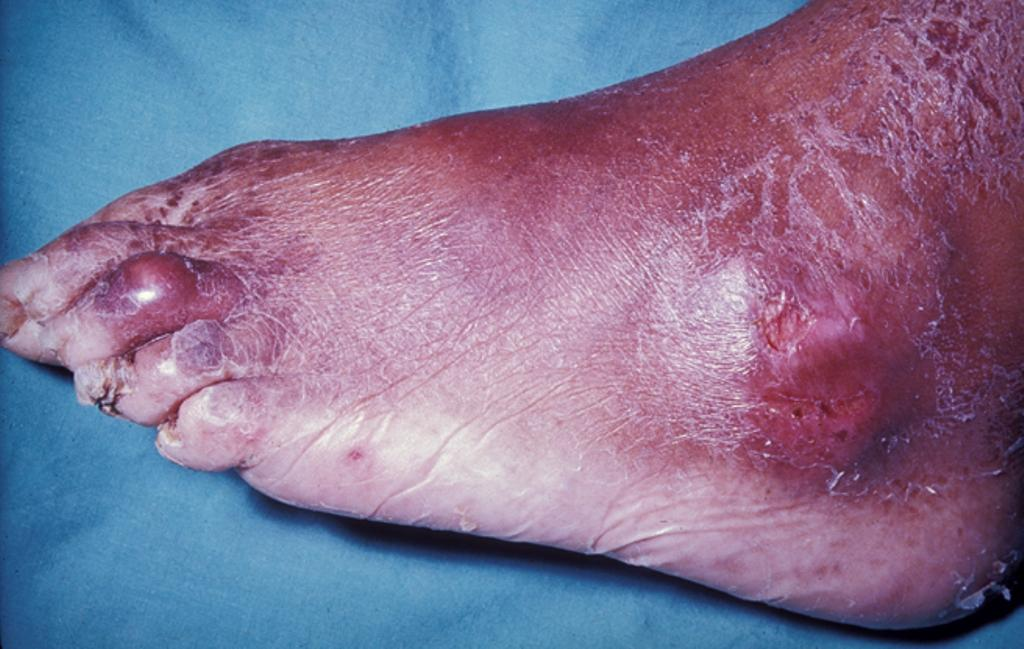
Тофус пальця великої ноги та гомілки
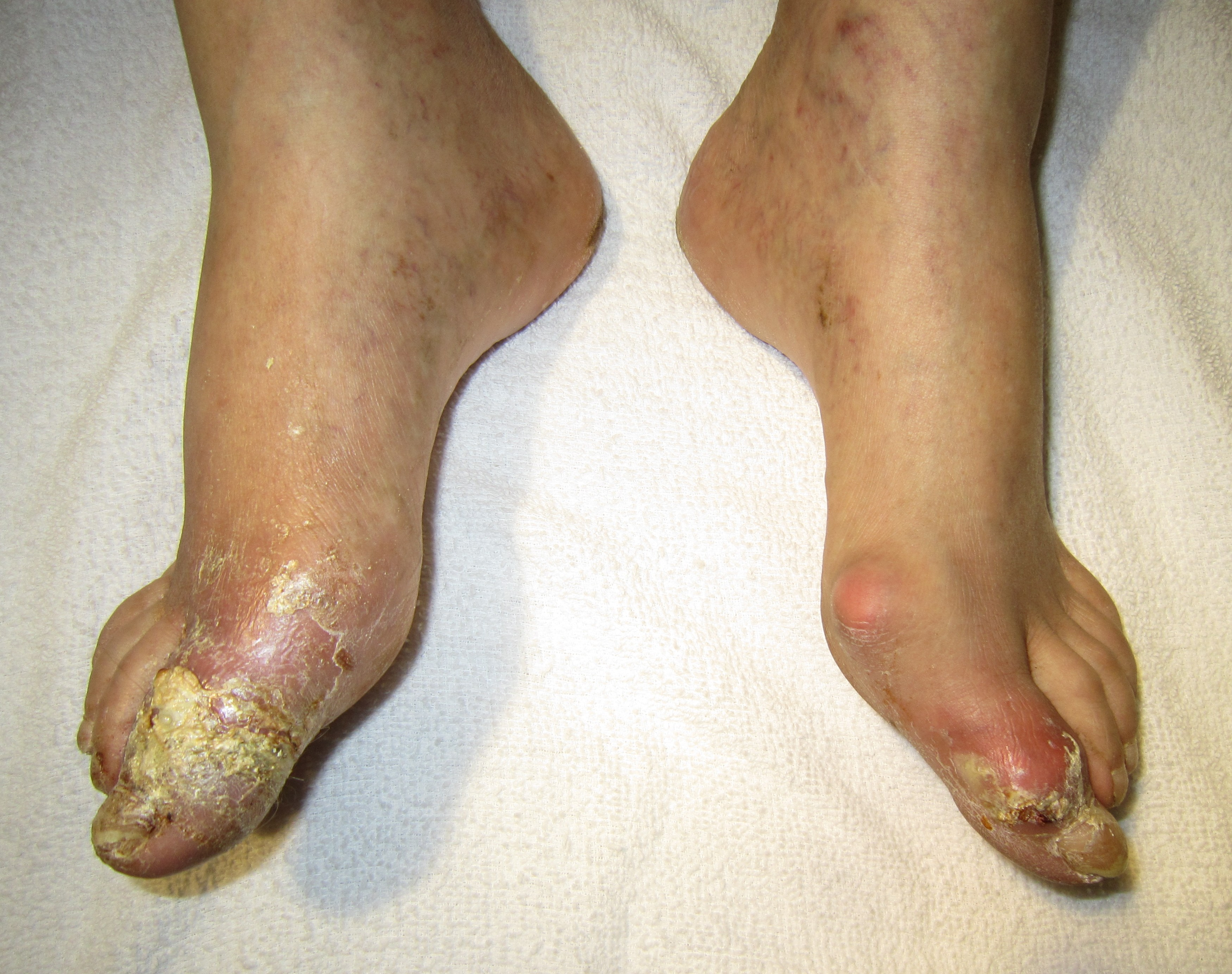
Подагра, ускладнена розривом тофусу (аналіз ексудату показав позитивний результат на кристали сечової кислоти)

## Профілактика
Рівень сечової кислоти можна зменшити, змінивши стиль життя та вживаючи медичні препарати. Режим харчування та повсякденні звички — обмеження вживання таких продуктів, як червоне м'ясо та морепродукти, вживання помірної кількості вітаміну C, обмеження вживання алкоголю та фруктози й уникнення ожиріння.
Низькокалорійна дієта у повних людей допомагає зменшити рівень сечової кислоти на 100 кмоль/л (1,7 мг/дл). Вживання 1500 мг вітаміну C на день зменшує ризик подагри на 45 %. Вживання кави, а не чаю, пов'язане зі зменшенням ризику подагри. Подагра може бути наслідком апное уві сні через виділення пурину клітинами, в яких є дефіцит кисню. Лікування апное може зменшити кількість нападів.

## Епідеміологічні особливості
Подагра уражає близько 1-2 % західного населення у певний час протягом життя та стає все більш поширеною. Кількість випадків захворювання на подагру збільшилась вдвічі протягом 1990—2010 рр. Вважається, що таке зростання спричинене збільшенням середньої тривалості життя, змінами у харчуванні, а також поширенням захворювань, пов'язаних з подагрою, таких як метаболічний синдром та артеріальна гіпертензія. Було виявлено ряд чинників, які впливають на збільшення кількості випадків захворювання на подагру, до яких належать вік, раса, зміна пори року. У чоловіків у віці старше 30 років та жінок старше 50 років поширеність становить 2 %.
У Сполучених Штатах Америки на подагру вдвічі частіше хворіють американці, які є вихідцями з Африки та Європи. Високий рівень захворюваності спостерігається серед населення Тихоокеанських островів та маорі — населення Нової Зеландії, однак захворювання не є таким поширеним у корінного населення Австралії, незважаючи на більш високу середню концентрацію сироватки сечової кислоти в останніх. Таке захворювання часто зустрічається у Китаї, Полінезії та у міських територіях Центральної Африки. Деякі дослідження показали, що напади подагри частіше маніфестують весною. Це пов'язане із сезонними змінами у харчуванні, споживанням алкоголю, фізичною активністю та зміною температури.

## Подагра у тварин
Подагра рідко зустрічається в більшості тварин завдяки їхній здатності виробляти уриказу, яка розщеплює сечову кислоту. Люди та інші примати не мають такої здатності, тому серед них подагра є частим явищем. Однак вважається, що тиранозавр рекс, також відомий як «Сью», хворів на подагру.

## Дослідження
Ряд нових ліків проти подагри, таких як анакінра, канакинумаб та рілонацепт, знаходяться у процесі розробки. Також існує ензим урикази з рекомбінантом (рекомбінантна урат-оксидаза); але його використання обмежене через те, що він спричинює автоімунну реакцію. При розробленні антигенним версіям ліків приділяється менше уваги.